# Rebibbia (estación)
Rebibbia es la estación terminal nororiental de la línea B del Metro de Roma. Se encuentra en el antiguo trazado de la Via Tiburtina Valeria, por donde pasa actualmente una moderna carretera.
En su entorno se encuentra el área urbana de Rebibbia, que le da su nombre a la estación, y la cárcel homónima.

## Historia
La estación Rebibbia fue construida como parte de la extensión de la línea B desde Termini, y fue inaugurada el 7 de diciembre de 1990 y abierta al público el día siguiente.
En diciembre de 2014, el dibujante italiano Zerocalcare realizó un mural en una de las paredes de ingreso a la estación.